# 空齿鹿属
空齿鹿属（学名：Odocoileus）是偶蹄目鹿科空齒鹿亞科的一屬，分布于美洲，包括2种：
- 黑尾鹿（Odocoileus hemionus）
- 白尾鹿（Odocoileus virginianus）